# Steve Appleton
Stephen „Steve“ Appleton (* 27. Juli 1973 in Liverpool) ist ein ehemaliger englischer Fußballspieler.

## Karriere
Appleton war Trainee (dt. Auszubildender) bei Wigan Athletic, ehe er dort 1990 seinen ersten Profivertrag erhielt. In den folgenden zwei Jahre kam der Innenverteidiger für den Drittligisten nur sporadisch zum Einsatz, erst in der Saison 1992/93 etablierte er sich in der Mannschaft. Appleton kam im Saisonverlauf zu 29 Ligaeinsätzen (davon 24 in der Startelf) und erreichte mit dem Klub das Halbfinale der Football League Trophy. Mit dem Abstieg am Saisonende gehörte er nach insgesamt 62 Pflichtspieleinsätzen (1 Tor) zu jenen elf Spielern, denen kein neuer Vertrag angeboten wurde.
Appleton schloss sich dem in der sechstklassigen Northern Premier League spielenden Klub Hyde United an, noch im September 1993 wurde er für eine Partie vom in der fünftklassigen Football Conference spielenden FC Southport aufgeboten, sein Vertrag bei Southport wurde im Dezember wieder aufgelöst. Appleton spielte währenddessen weiterhin bei Hyde, für den Klub hatte er bis Mitte Dezember 1993 22 Pflichtspiele bestritten.
Von seinem früheren Wigan-Mannschaftskamerad Nigel Adkins, der als Spielertrainer bei Bangor City fungierte, wurde er im Dezember 1993 zum walisischen Erstligisten geholt. Dort traf er in der Abwehr mit Jimmy Carberry auf einen weiteren früheren Mitspieler. Appleton kam in der Saison 1993/94 beim ersten Meisterschaftsgewinn der Klubgeschichte zu 22 Ligaeinsätzen (2 Tore), bei der erfolgreichen Titelverteidigung in der Spielzeit 1994/95 blieb er auf 11 Partien limitiert. Im September 1997 wurde er als Neuzugang bei Yorkshire Copper Tube vermeldet, einem Klub aus der Amateurliga Liverpool County Combination.